# St. Peter und Paul (Gräfentonna)

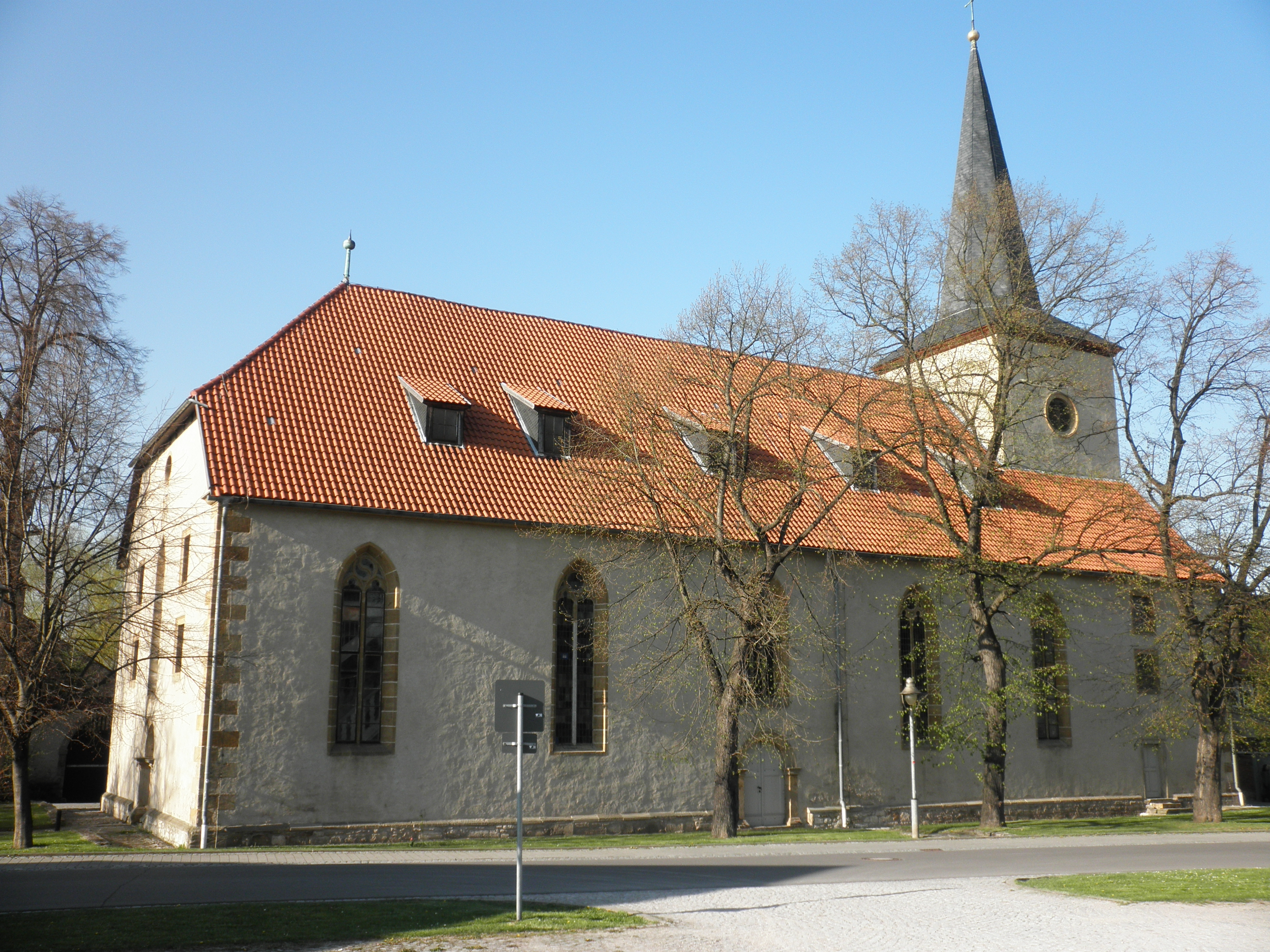
Sankt Petrus und Paulus

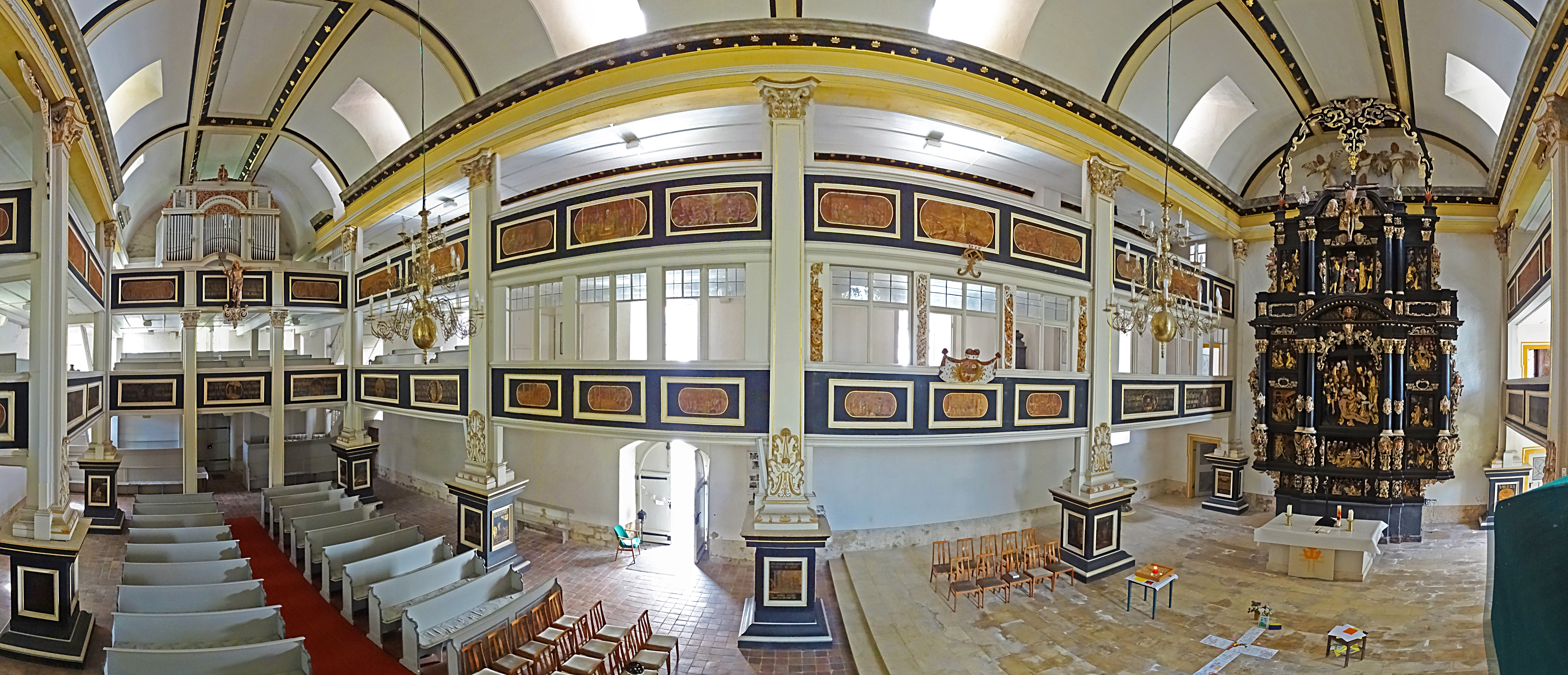
Innenraum-Panorama

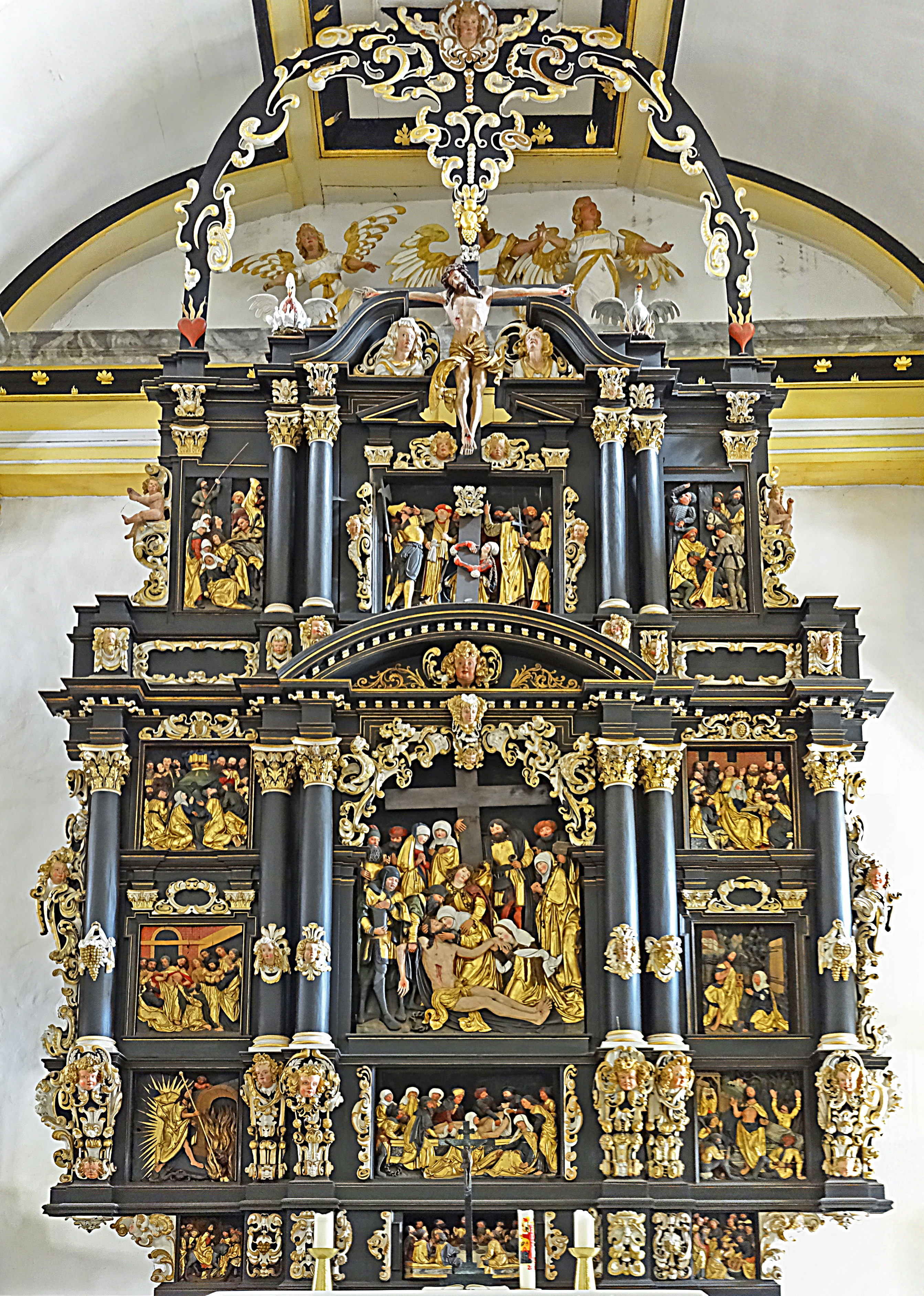
Hochaltar mit Schnitzreliefs

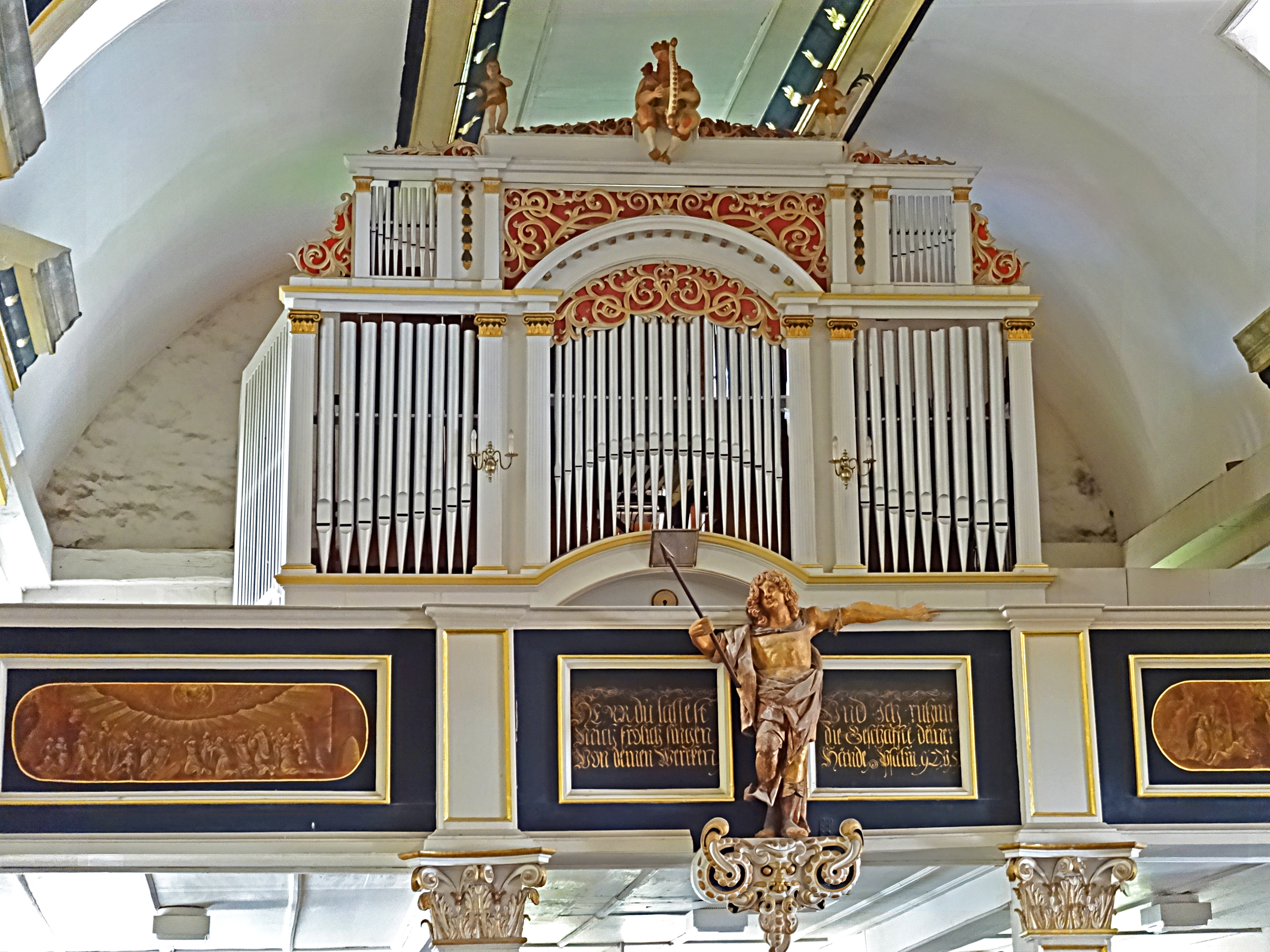
Orgel von Albin Hickmann

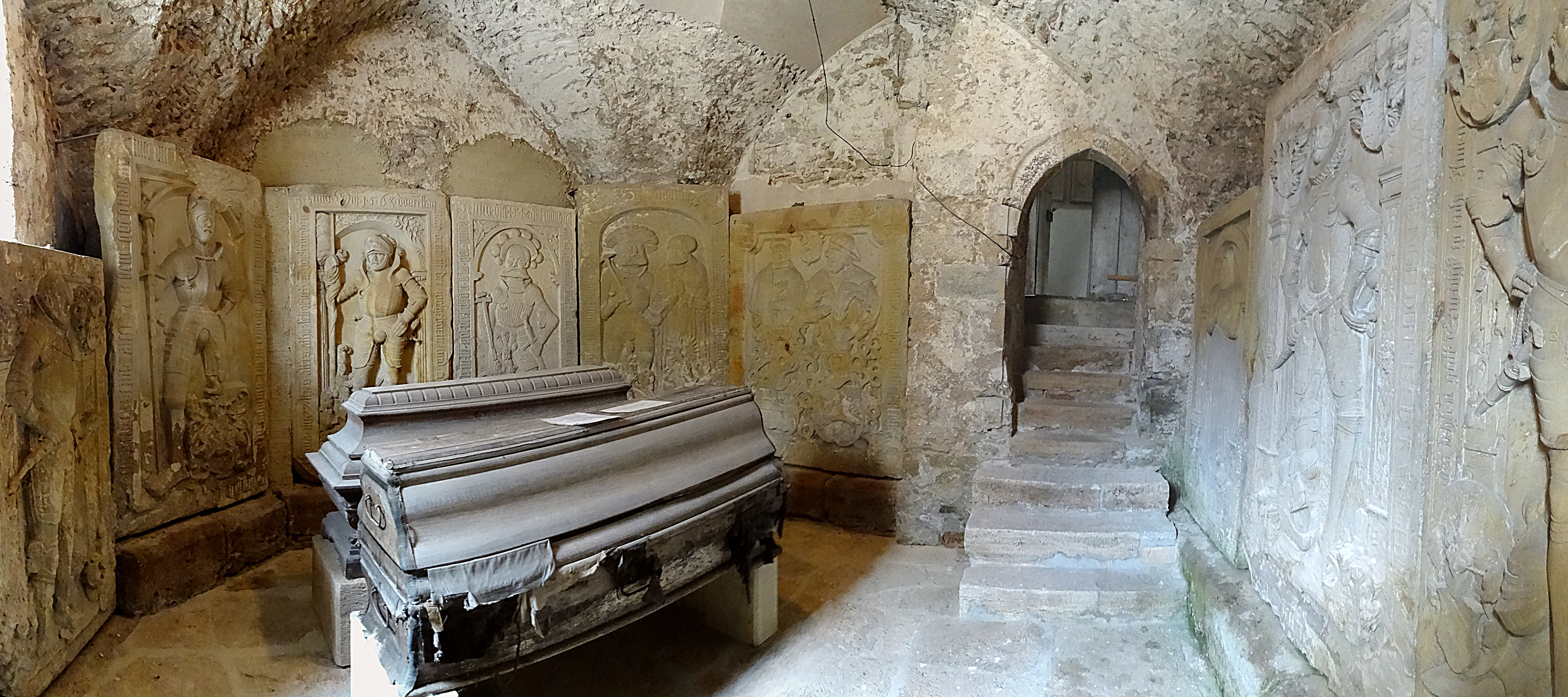
Gruft der Grafen von Gleichen und Tonna

Die evangelische Pfarrkirche St. Peter und Paul, den Heiligen Petrus und Paulus geweiht, steht in der Kirchstraße 3 von Gräfentonna.

## Geschichte
Die Kirche steht an der Stelle einer früheren aus dem 15. Jahrhundert. Bereits 1670 wurde wieder ein Neubau wegen Baufälligkeit dieser Kirche geplant. Im Jahre 1677 fiel der Ort an das Herzogtum Sachsen-Gotha-Altenburg. Am 10. April 1690 wurde mit dem Abbruch begonnen. Zum Neubau wurde das Abbruchmaterial verwandt. Die Grundsteinlegung erfolgte am 20. April 1691, die Kirchweihe am 13. November 1692.
Dort befindet sich seit 1525 die Gruft der Grafen von Gleichen mit zehn Grabsteinen. Die Kirche wurde 1985, der Altar 1988 restauriert.
Die Kirche ist die Hauptkirche des Kirchspiels Gräfentonna, dem auch noch Burgtonna, Aschara, Eckardtsleben, Illeben und Wiegleben angehören.

## Baubeschreibung

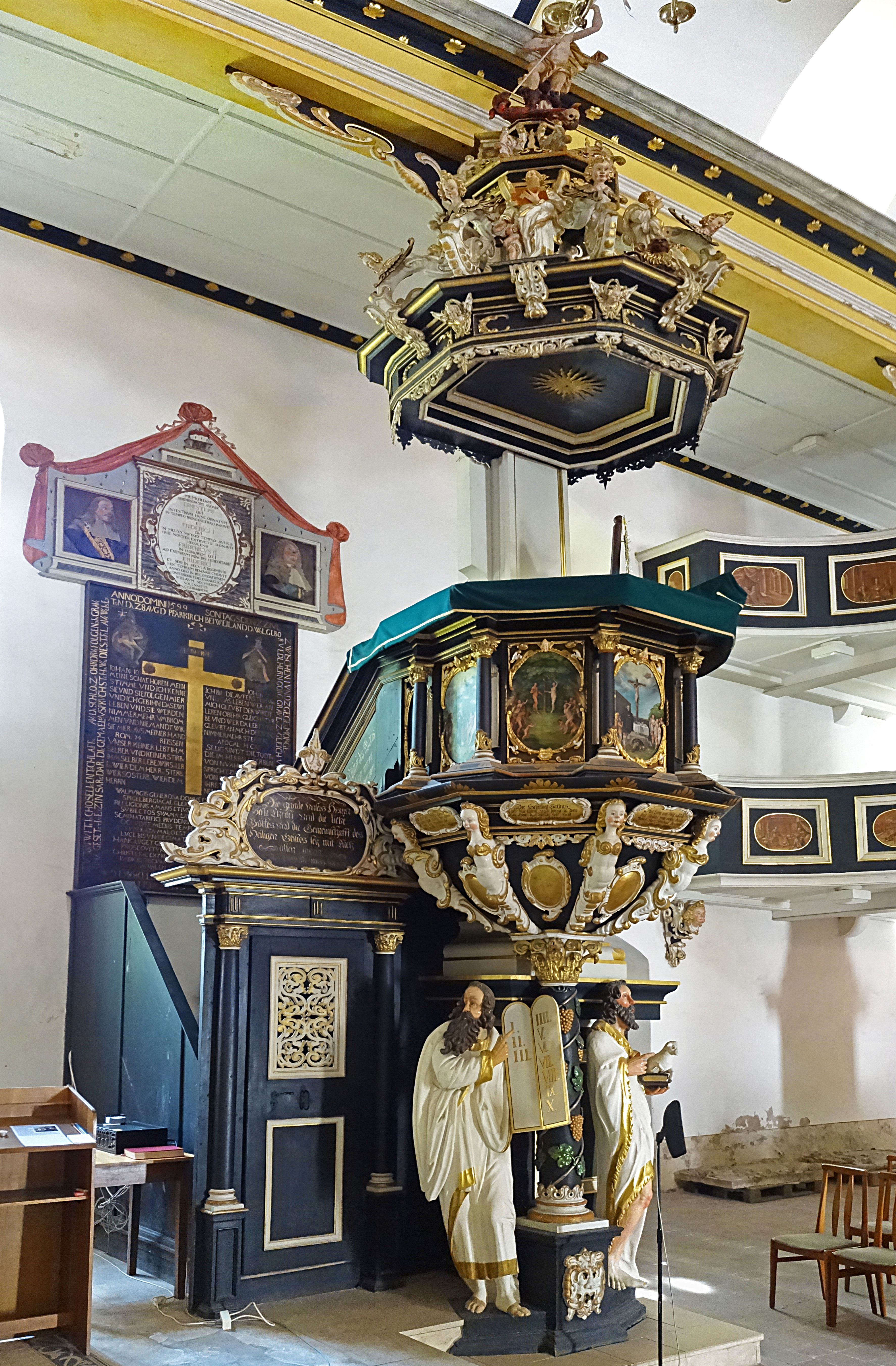
Barock-Kanzel

Die Chorturmkirche mit 8 Maßwerkfenstern mit verschiedenen gotischen Ornamenten stammt aus der 2. Hälfte des 15. Jahrhunderts. Nach einem Brand im Jahre 1833 musste das Obergeschoss des Kirchturms und sein achtseitiger, schiefergedeckter Helm neu errichtet werden. Die Kirche verfügt über drei rundbogige Portale in den Mitten der West-, Süd- und Nordseite mit Sockeln und Kämpfern. Das Portal im Westen trägt die Jahreszahl 1691 in seinem Schlussstein. Über dem darüber liegenden Maßwerkfenster wurden die Wappen der Gleichen und Schönburg von 1543 eingemauert. Flankiert wird das Portal von Statuen der heiligen Petrus und Paulus. Das Nordportal trägt die Jahreszahl 1742.
Den Kirchturm flankieren Anbauten, der südliche aus dem 16./17. Jahrhundert im Erdgeschoss ist eingewölbt. Er diente ursprünglich als Sakristei. Der nördliche Anbau stammt aus dem 18. Jahrhundert. 1691/92 wurde die Kirche zu einem Saal mit zweigeschossigen Emporen umgebaut. Die acht Voll- und die vier Eckpfeiler, die auf hohen Postamenten stehen, haben korinthische Kapitelle, die mit Akanthusblättern geschmückt sind. Sie teilen das Gebäude in eine dreischiffige Hallenkirche. Die Brüstungen der Emporen sowie die Postamente sind mit biblischen Darstellungen verziert.

## Ausstattung
Der mächtige, mehrgeschossige Hochaltar der Kirche stammt aus dem Mittelalter. Die Kanzel aus dem Jahre 1646 wurde ebenso wie der geschnitzte Altar mit seinen spätgotischen Reliefs, ursprünglich für die Wallfahrtskirche Grimmenthal entworfen, kamen aus der verfallenden Wallfahrtskirche in die Schlosskirche zu Gotha. Nach deren Umbau wurden sie nach Gräfentonna in die Vorgängerkirche, die später abgerissen wurde, gebracht. Teile des Altars, die Reliefs und das große Kreuz sind auf das Ende des 15., Anfang des 16. Jahrhunderts zu datieren. Beim Einbau in Gräfentonna 1692 wurden Teile angefügt.
Am freistehenden Mittelpfeiler der unterbrochenen Südempore befindet sich die Kanzel, ihr gegenüber die verglaste Patronatsloge.
Das von zwei Putten getragene Taufbecken mit Akanthusblattwerk stammt aus dem 18. Jahrhundert, der Orgelprospekt von 1859. Die Orgel mit 2 Manualen, einem Pedal und 21 Registern wurde 1898 von Karl Hickmann & Sohn gebaut.